# 拿騷的阿道夫
拿騷的阿道夫（德語：Adolf von Nassau，约1250年—1298年7月2日），1292年至1298年间任罗马人民的国王，登基之前为拿骚伯爵，1276年起在任。
阿道夫是拿骚伯爵瓦爾拉姆二世與卡岑埃爾恩博根的阿德海德的次子，特里尔大主教狄特尔·冯·拿骚的弟弟。
神圣罗马帝国七选侯于1292年5月5日在法兰克福选阿道夫为罗马人民的國王，他们认为阿道夫比鲁道夫一世的长子奥地利公爵阿尔布雷希特一世更适合做国王。因为德国贵族们对迅速崛起的哈布斯堡王朝心怀疑虑，不愿看到一个过于强大的王室加于他们头上。既无号召力又无军事势力的阿道夫成了国王的最好人选。阿道夫于7月1日在亚琛举行了加冕礼。他即位后忙于应付选民的要求和阿尔布雷希特的争斗。1294年，阿道夫与英王爱德华一世结盟对付法国，因此得到英国的津贴。在英国的资助下，他多次击败国内的反对势力。选侯对其日益增长的势力感到不安，又将他废黜，选举阿尔布雷希特为对立国王。1298年7月2日，两军在格尔海姆附近的哈森比尔展开了一场骑士会战。阿道夫被打败，在战斗中阵亡。

## 家庭
1271年，阿道夫与伊森堡-林堡的伊玛吉娜结婚，有五子三女：
- 海因里希（夭折）
- 鲁普雷希特（德语：Ruprecht VI. (Nassau)）（約1280年—1304年）
- 格拉赫一世（1271年—1361年），拿骚伯爵
- 阿道夫（夭折）
- 瓦尔拉姆三世（1294年—1324年），拿骚伯爵
- 阿德海德（？年—1338年）
- 伊玛吉娜（夭折）
- 梅希蒂爾德（约1280年—1323年），1294年与上巴伐利亚公爵鲁道夫一世结婚。

| 拿騷的阿道夫 拿骚王朝出生于：约1250年逝世於：1298年7月2日 | 拿騷的阿道夫 拿骚王朝出生于：约1250年逝世於：1298年7月2日 | 拿騷的阿道夫 拿骚王朝出生于：约1250年逝世於：1298年7月2日 |
| 統治者頭銜                                                | 統治者頭銜                                                | 統治者頭銜                                                |
| --------------------------------------------------------- | --------------------------------------------------------- | --------------------------------------------------------- |
| 前任者： 鲁道夫                                           | 羅馬人民的國王 1292年–1298年                              | 繼任者： 阿尔布雷希特一世                                 |
| 前任者： 瓦尔拉姆二世                                     | 拿骚伯爵 1276年－1298年                                   | 繼任者： 格拉赫一世 瓦尔拉姆三世                          |